# Bassia odontoptera
Bassia odontoptera là loài thực vật có hoa thuộc họ Dền. Loài này được (Schrenk) ined. mô tả khoa học đầu tiên năm.